# Église Saint-Vigor de Colleville-Montgomery
L'église Saint-Vigor est une église catholique située à Colleville-Montgomery, dans le département français du Calvados en région Normandie.

## Localisation
L'église est située dans le département français du Calvados, sur la commune de Colleville-Montgomery.

## Historique
L'édifice est inscrit au titre des monuments historiques en 1927.
Un des plus anciens documents mentionnant le nom de Colleville — alors orthographié Colivilla — que l'on ait pu retrouver  est une charte datée de 1082. Signée par Guillaume le Conquérant et son épouse Mathilde, elle attribue à l'abbaye de la Trinité de Caen deux gerbes de la dîme de Colleville. Mais la première église fut certainement bâtie au VIIIe siècle à l'époque où beaucoup d'autres églises ont été dédiées à saint Vigor qui était  évêque de Bayeux au VIe siècle.
Le patronage de l'église était exercé en alternance par l'abbaye de la Trinité de Caen et le chapitre de la cathédrale de Bayeux.
Le patron devait assurer l'entretien de l'église, choisissait le nouveau curé quand la cure était disponible et percevait des revenus non négligeables.
Jusqu'en 1680, la paroisse vivait sous la houlette de deux curés (ce qui n'est pas exceptionnel en Normandie). Quand, à cette date, les deux cures furent réunies en une seule, un vicaire fut adjoint au curé. Ceux-ci ne percevaient que quatre portions de la dîme qui était partagée en quinze, le reste étant dévolu à l'abbaye de la Trinité de Caen, à l'évêché et pour une petite part à l'église du Sépulcre de Caen et au Val-Richer. La famille Le Sueur de Colleville, de petite noblesse, qui possédait trois des quatre fermes et une bonne part des terres de la paroisse, était  au moins depuis le XVIIe siècle convertie à la Religion réformée et n'habitait pas le village. Au moment de la Révolution française, le curé, comme la plupart de ceux de l'ouest de la France, ne voulut pas prêter serment à la Constitution et fut donc déclaré réfractaire.
Le 7 juin 1944, des tirs d'obus anglais, qui visaient les soldats allemands postés en haut de la tour, endommagèrent le clocher et détruisirent une partie du chœur. Ils furent reconstruits à l'identique.

## Description
Si elle a conservé quelques voûtes de plein cintre qui attestent ses origines romanes , l'église Saint-Vigor a été reconstruite ou remaniée  plusieurs fois. Certaines parties appartiennent aux XIIIe et XVe siècles et toutes les fenêtres ont été déplacées au XXe siècle, certaines d'entre elles rajoutées pour donner plus de lumière à l'intérieur.
L'église apparaît constituée de trois parties principales: la nef couverte de tuiles, le chœur doublé par une chapelle qui lui est accolée côté nord et leurs toits d'ardoise ainsi que la tour carrée couronnée de créneaux, postée également côté nord près de la chapelle. Sur les murs latéraux de la nef subsiste la trace de quatre grandes arcades en plein-cintre murées qui s'ouvraient sur des bas-côtés disparus. Un cordon  marque la séparation entre les deux étages de ces murs. Entre ce cordon et les vestiges des arcades on remarque , particulièrement visibles dans le mur nord, des pierres disposées en arête-de-poisson.
Les murs sont soutenus par de solides contreforts. Une croix antéfixe romane orne le pignon central de l'église et quelques modillons sculptés subsistent sur le mur méridional du chœur.

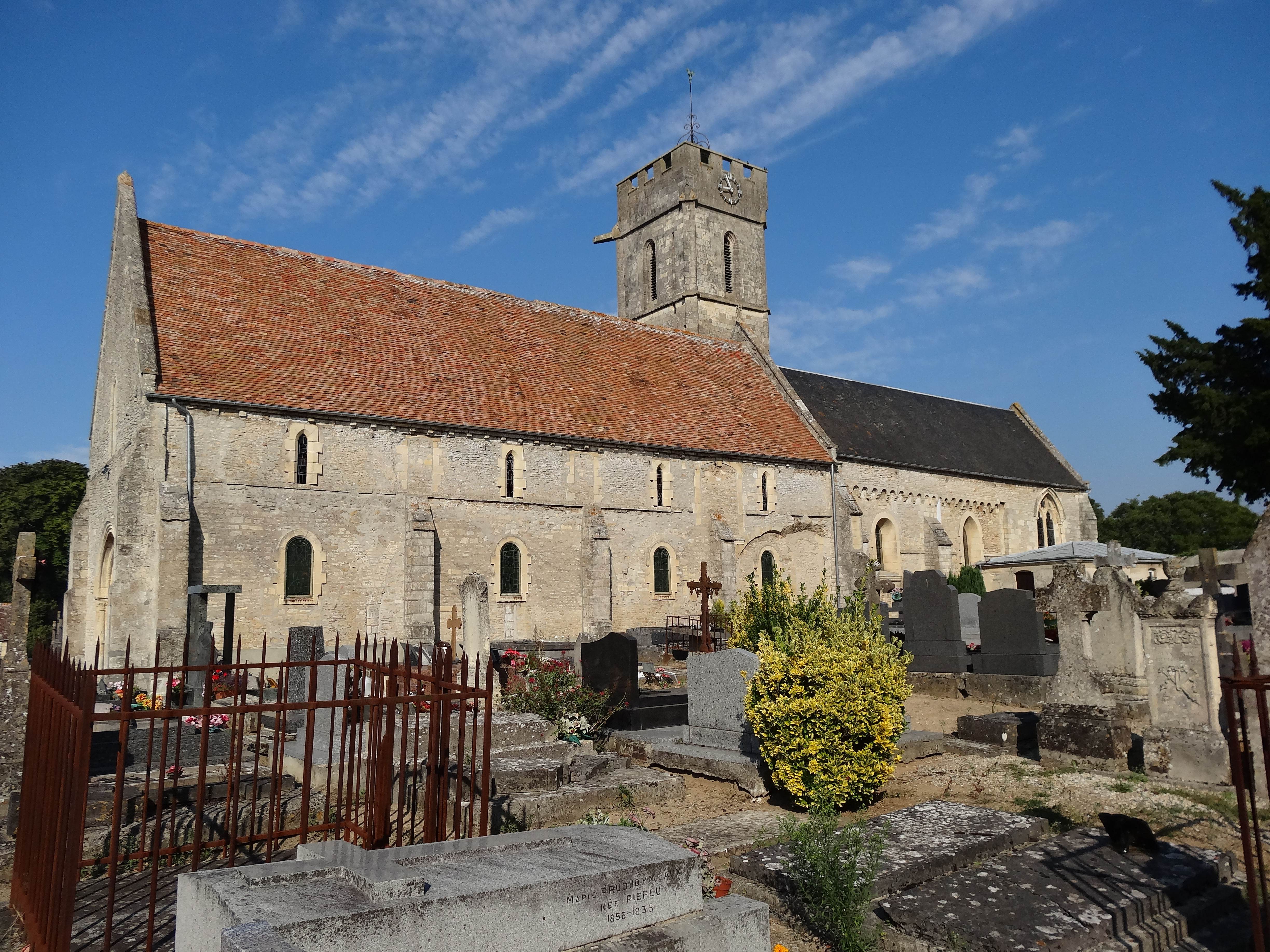
L'église vue du sud, à gauche la nef au toit de tuiles, le haut du clocher, le chœur à droite.
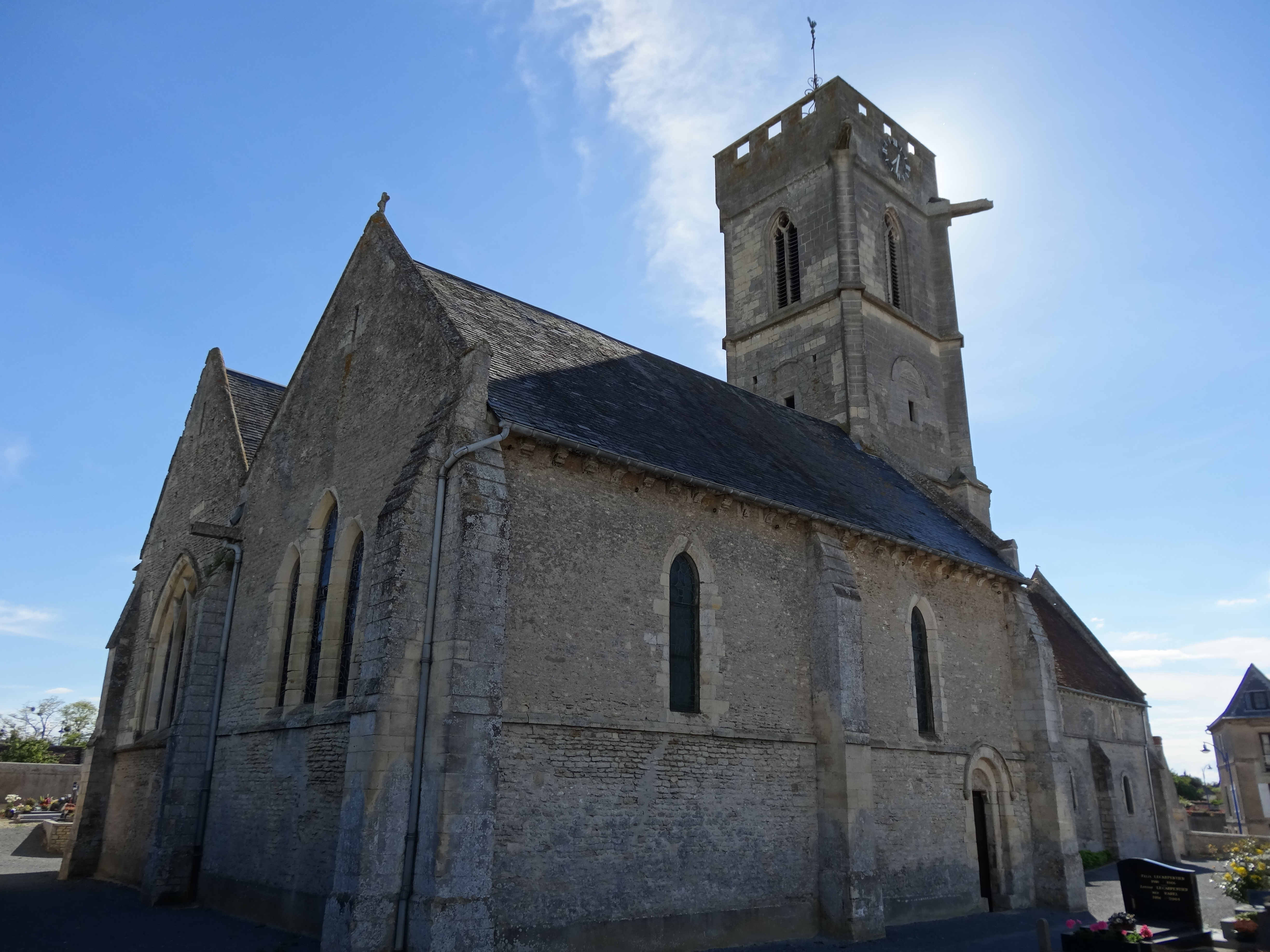
Vue du nord-est, le chœur et la chapelle accolée forment un double chevet au nord.
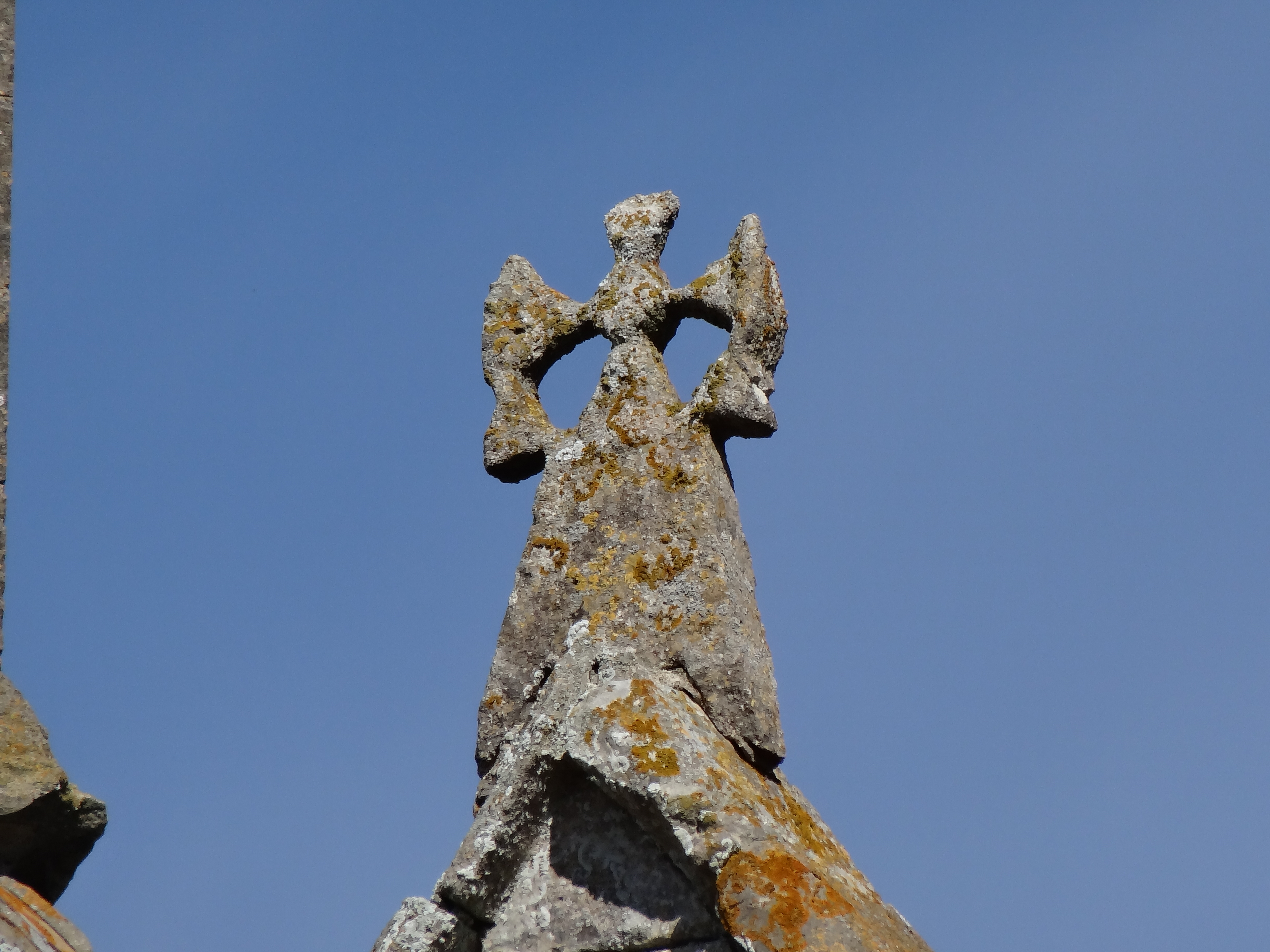
La croix antéfixe romane fixée sur le gable entre nef et chœur.
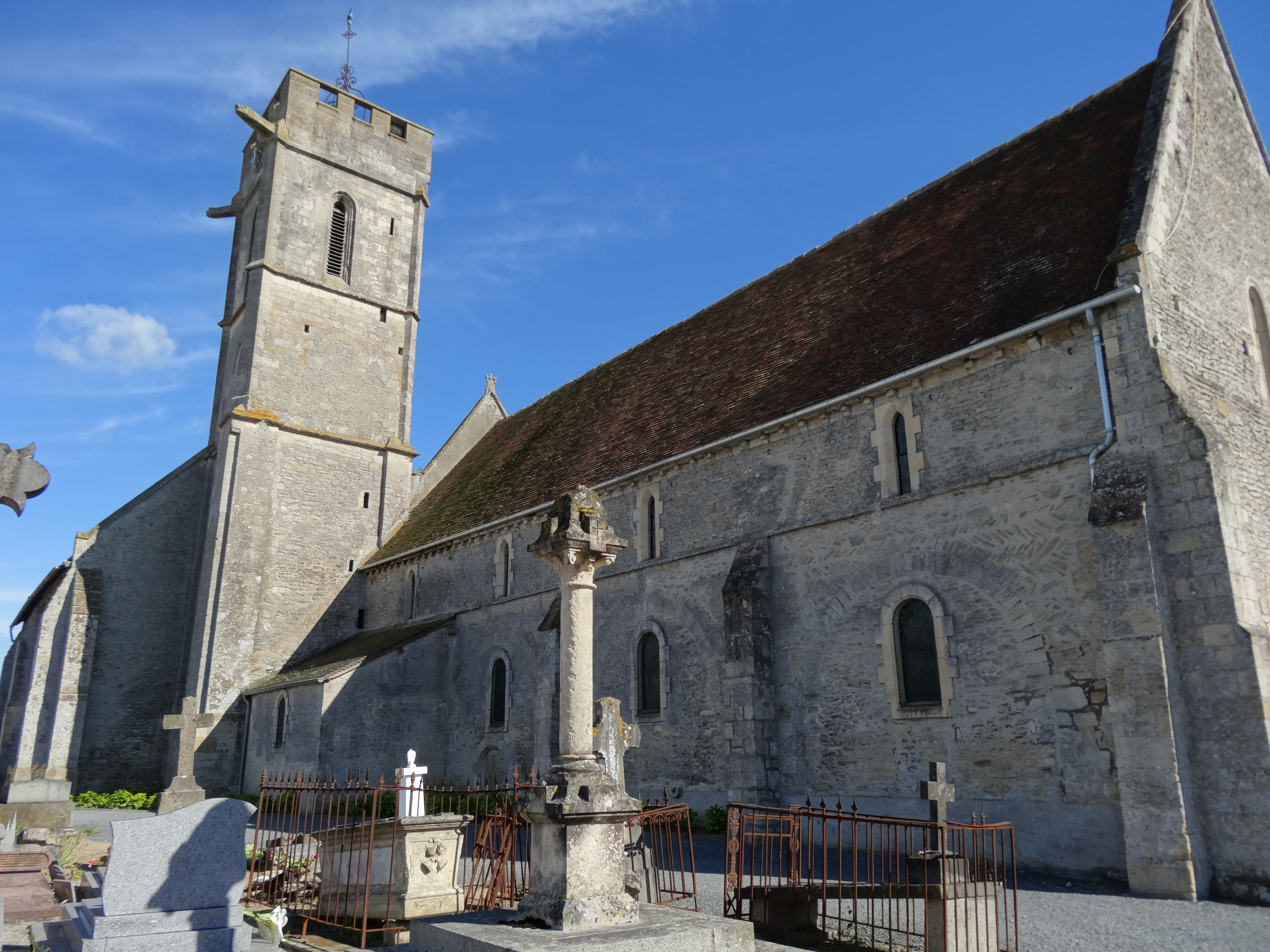
Les vestiges des arcades qui donnaient accès au bas-côté nord  sont visibles. La tour-clocher arbore deux gargouilles  sous son parapet crénelé.
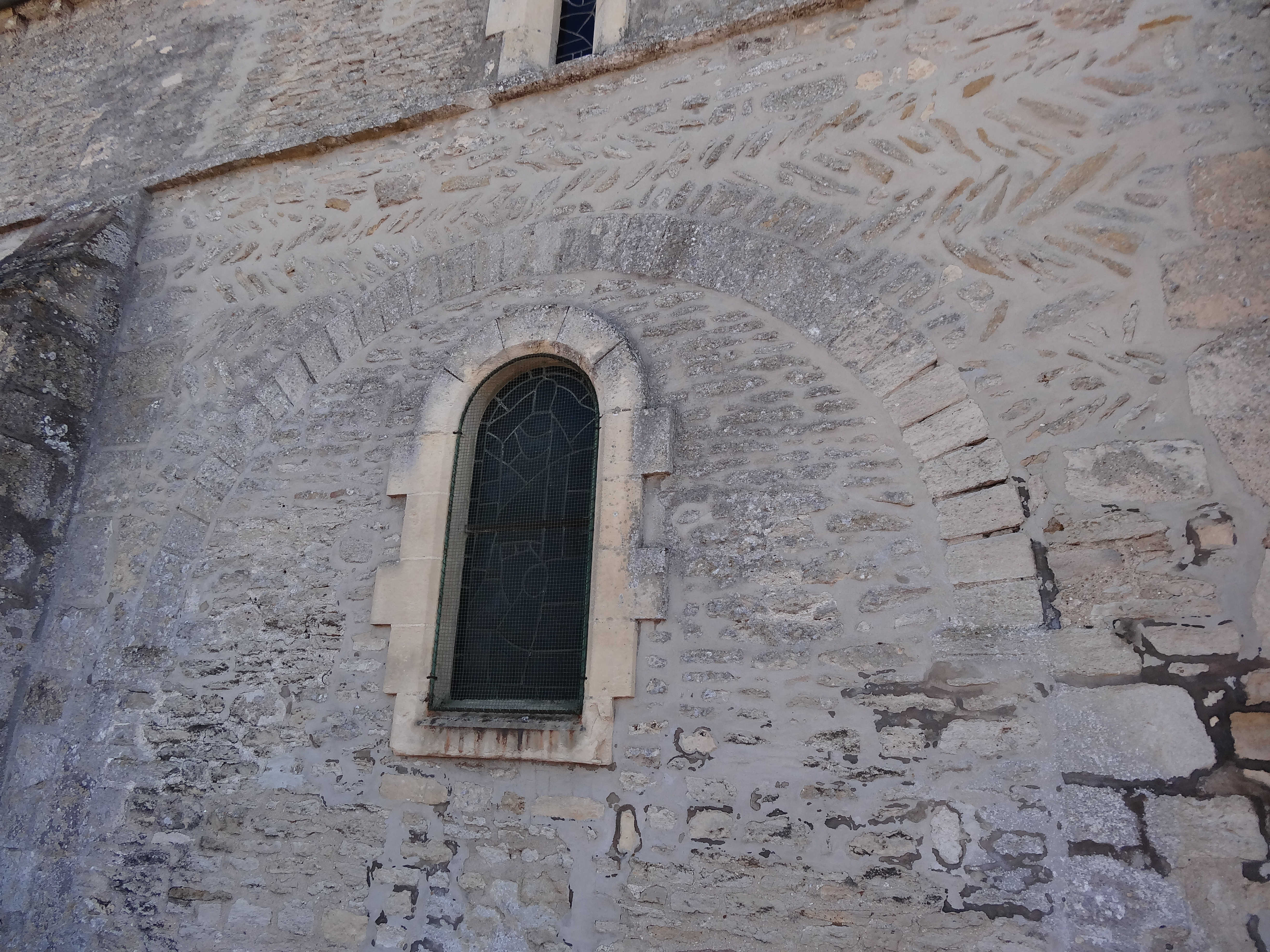
Des pierres sont  disposées en arête-de-poisson au-dessus de l'arcade murée.

Bien qu'elle soit en plein-cintre, la porte d'entrée principale à l'ouest serait plutôt du XIIIe siècle d'après Arcisse de Caumont qui indique que le plein-cintre peut être employé par exception au commencement du XIIIe siècle. En effet les colonnes qui soutiennent les archivoltes décorées de simples tores sont minces, presque détachées du mur. Leurs fûts sont partagés en leur milieu par un anneau. Les chapiteaux sont décorés de crochets élancés. Au-dessus de cette porte occidentale, une seule petite ouverture.
La nef romane a été construite au XIe ou XIIe siècle, elle comporte quatre travées. Elle n'a jamais été voûtée. Ses fenêtres d'origine étaient très étroites et  leurs arcs légèrement brisés. Au XXe siècle toutes les baies supérieures étroites qui étaient au-dessus des contreforts ont été replacées entre ces derniers. Les plus grandes fenêtres du premier niveau se trouvent toutes dans l'alignement des autres. A l'intérieur la nef s'ouvre au nord, au niveau de la quatrième travée, par une arcade en plein-cintre sur un espace contenant un autel. Cet espace  est en communication par un  couloir avec la chapelle Notre-Dame qui donne accès à la  porte du clocher. Une petite porte  romane aux archivoltes ornées d'étoiles et de bâtons brisés formant des losanges  a disparu du mur sud de la nef remplacée par une fenêtre.
La tour-clocher flanque la façade nord de l'église. Composée de trois niveaux, elle est  du XIIe siècle pour sa partie inférieure et du XVe pour la partie supérieure. Seul le troisième niveau est pourvu de hautes fenêtres étroites garnies d'abat-sons. Comme l'église d'Hermanville-sur-Mer, le bourg voisin, elle est couronnée d'un parapet crénelé qui protège une plate-forme. Une girouette en fer-forgé trône sur cette plate-forme tandis que deux grandes gargouilles côté nord assurent l'évacuation des eaux de pluie.
La nef et le chœur sont séparés par un arc en plein-cintre à double rouleau dont une archivolte est décorée de bâtons brisés, l'autre de tores. Ces archivoltes sont soutenues par des colonnes surmontées de chapiteaux sculptés de moulures perlées, de palmettes ou de godrons,, tous décors typiques de l'ère romane secondaire.
La première travée du chœur a été construite au XIIe siècle ; mais les voûtes du reste du chevet ont sans doute été reprises à l'époque de la construction de la chapelle Notre-Dame-des-Vœux au XIIIe siècle et de l'ouverture des deux arcades en arc brisé qui permettent d'y accéder. Au cours de la campagne de réparation des dégâts causés en juin 1944, le mur aveugle du chevet a été percé d'une grande fenêtre à meneaux et le tableau de l'ancien retable représentant une nativité décore maintenant le mur droit de la nef. Les fonts baptismaux du XVIIIe siècle qui devraient se trouver à l'entrée de la nef ont été placés dans la chapelle dans les années 1980.

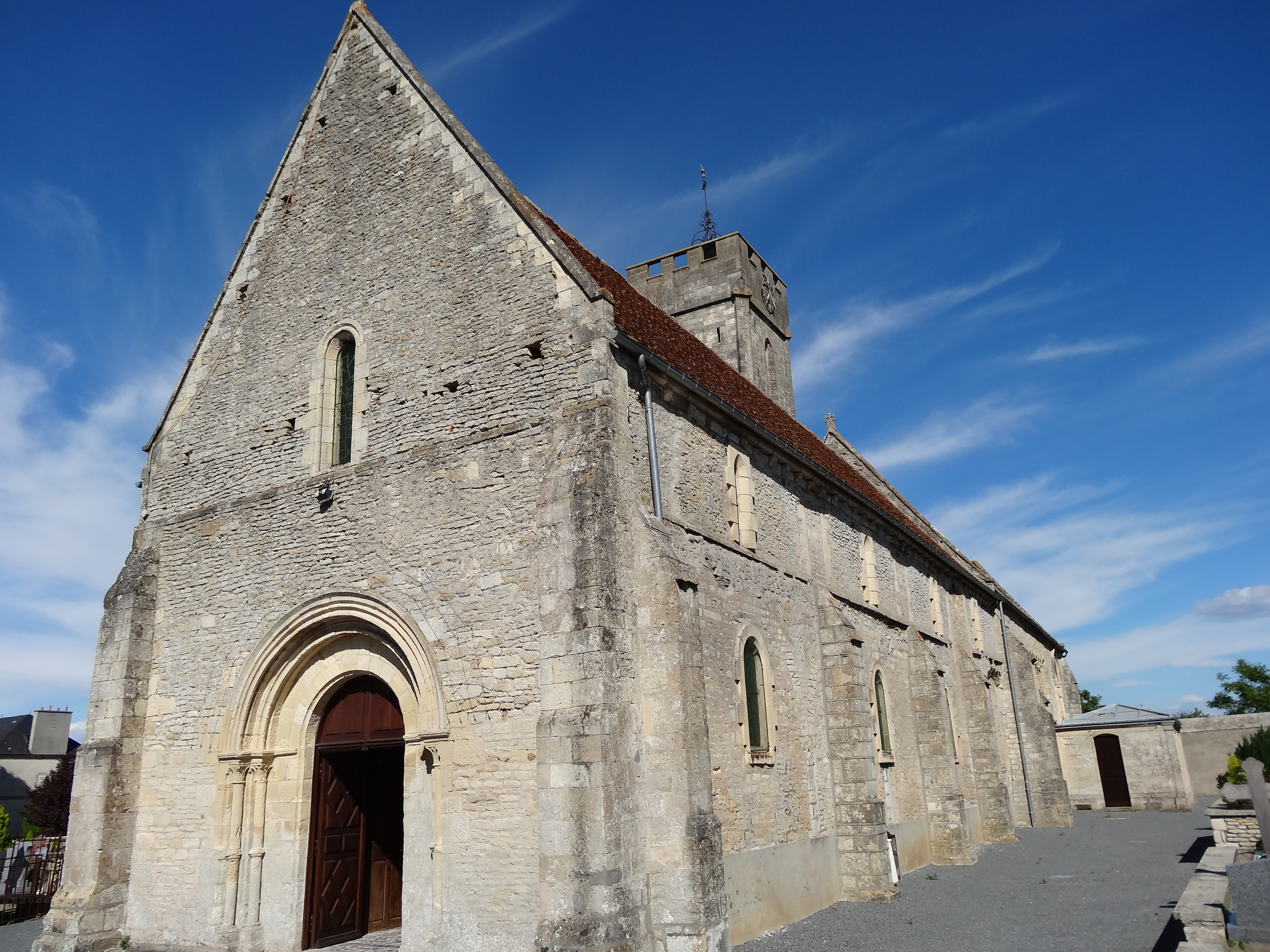
Le portail occidental en plein cintre aux fines colonnes annelées.
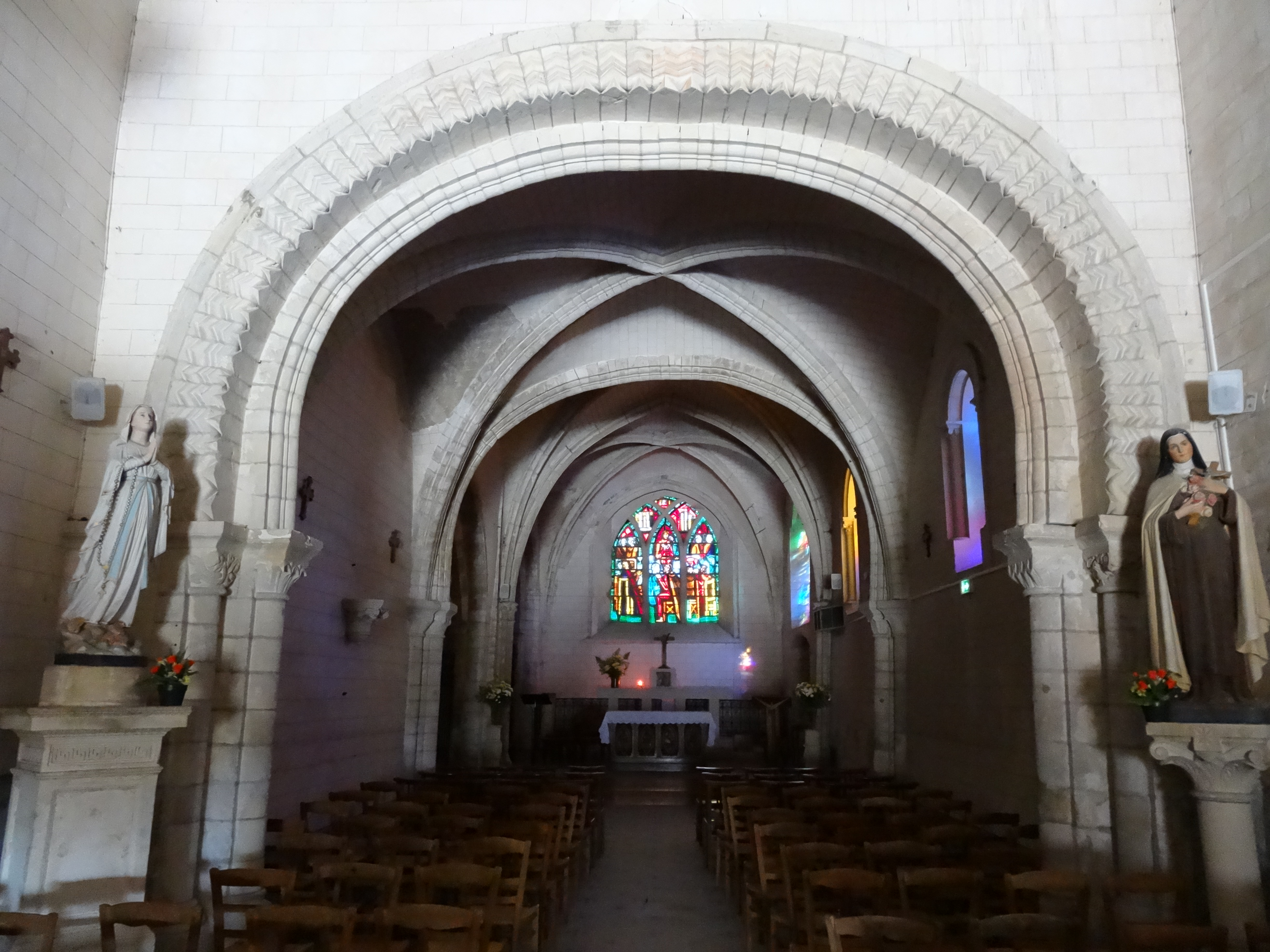
L'arc entre nef et chœur est décoré de zigzags ou bâtons brisés, typique de la sculpture romane normande.
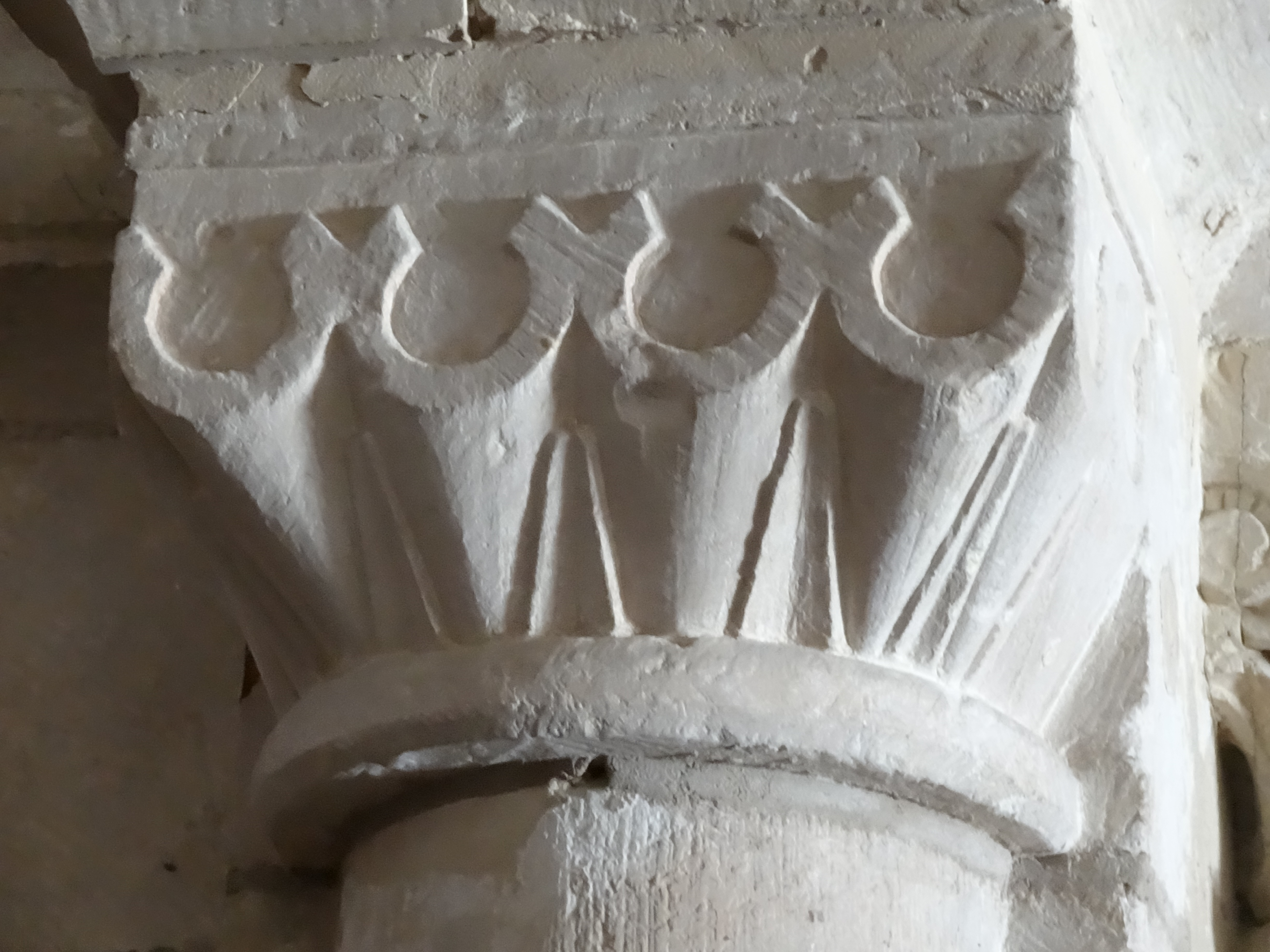
Chapiteau à godrons très fréquent en Normandie.
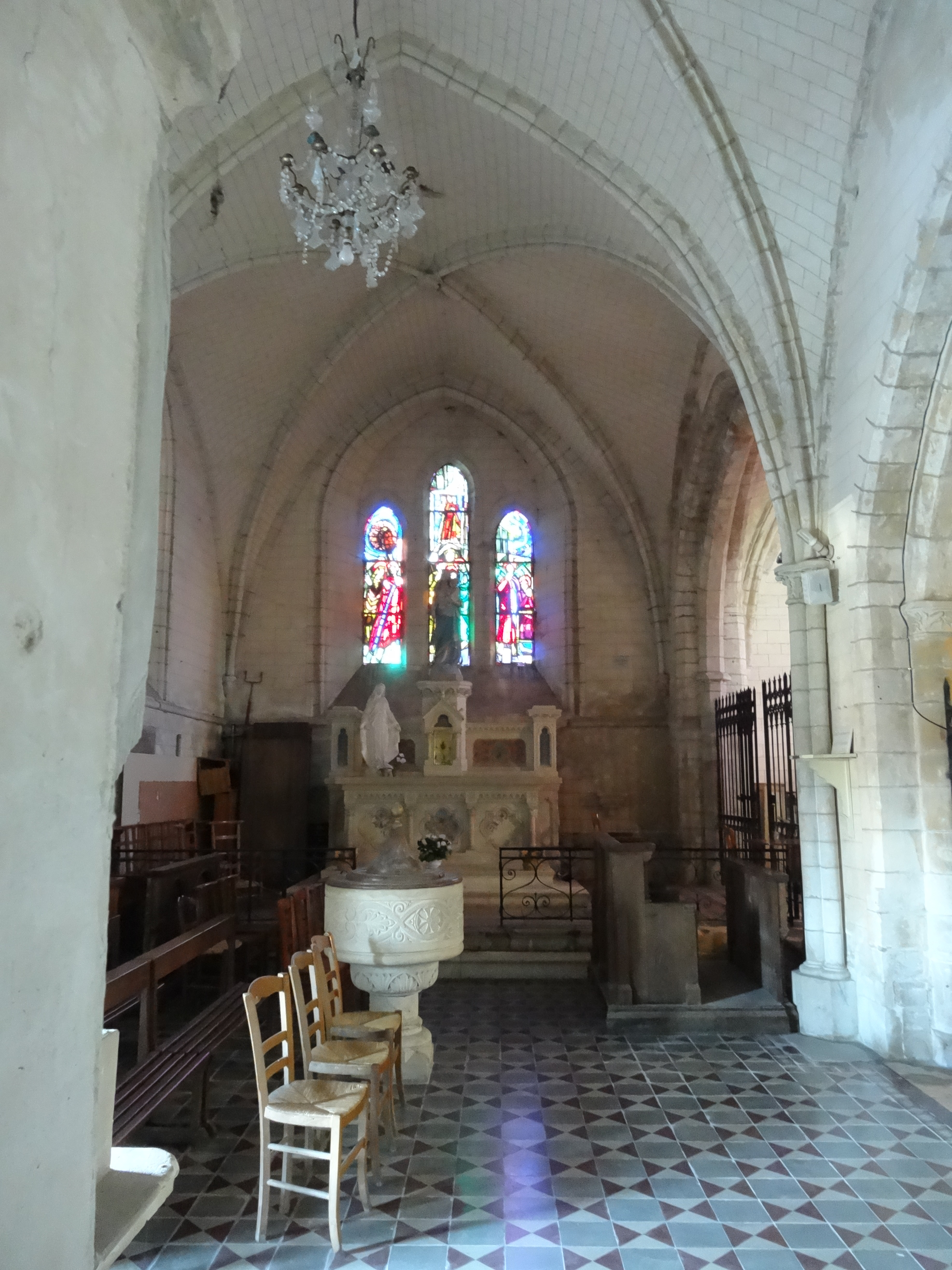
La chapelle Notre-Dame-des-Vœux, les fonts baptismaux datent du XVIIIe siècle.

Tous les vitraux de l'église ont été détruits en 1944. Ils ont été remplacés par les créations du Maître verrier Jacques Michel. Ils représentent des scènes des évangiles ou de la Bible On note aussi la représentation de saint Vigor qui donne son nom à l'édifice.